# Gaston Maspero
Gaston Camille Charles Maspero (23 tháng 6 năm 1846 - 30 tháng 6 năm 1916) là một nhà Ai Cập học và khảo cổ học người Pháp. Ông nổi tiếng với việc phổ biến thuật ngữ Sea Peoples (Dân tộc biển) trong một bài báo năm 1881.

## Tiểu sử

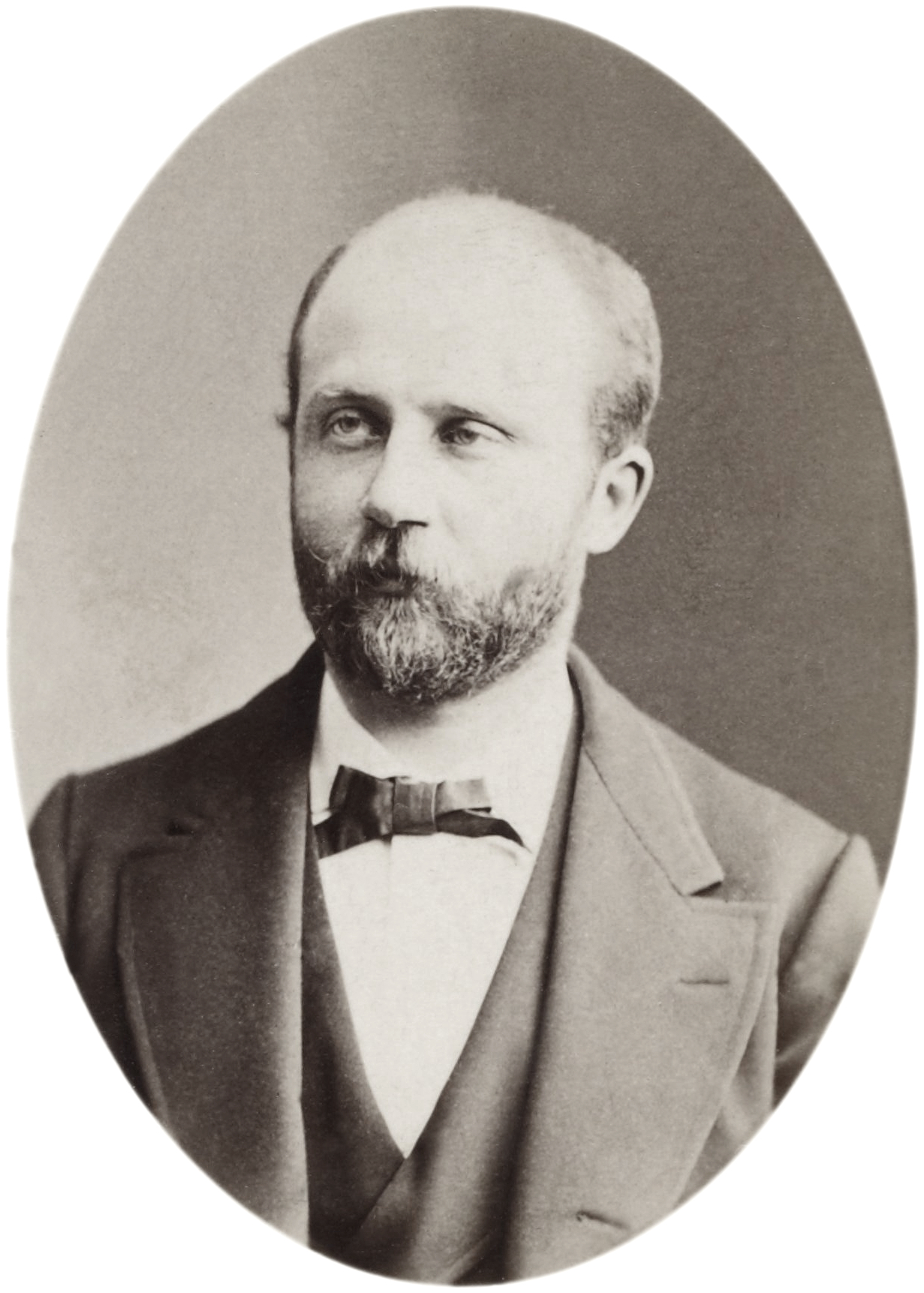
Gaston Maspero năm 1883

Gaston Maspero sinh ngày 23 tháng 6 năm 1846 tại thủ đô Paris nước Pháp, xuất thân trong một gia đình Do Thái gốc Ý. Thuở nhỏ ông đã dành niềm say mê nồng nàn với bộ môn khảo cổ, đến năm 14 tuổi thì đã nghiên cứu chữ tượng hình.
Năm 1867, khi đang học tại Trường Sư phạm Paris (École Normale supérieure), Maspero gặp nhà Ai Cập học Auguste Mariette, người đã đưa cho ông hai văn bản chữ tượng hình mới rất cầu kì khó dịch. Nhưng Maspero đã dịch chúng chỉ chưa đầy hai tuần, đây được coi là một thành tựu lớn lao đối với ngành Ai Cập học non trẻ bấy giờ. Văn bản dịch này được xuất bản chỉ trong một thời gian ngắn đã làm vang danh tên tuổi của Maspero.
Năm 1869, Gaston Maspero trở thành giáo viên ngôn ngữ học và Ai Cập học ở Paris. Năm 1874, ông đảm nhiệm vai trò nhà dịch thuật chữ tượng hình Ai Cập tại Collège de France.

## Công việc

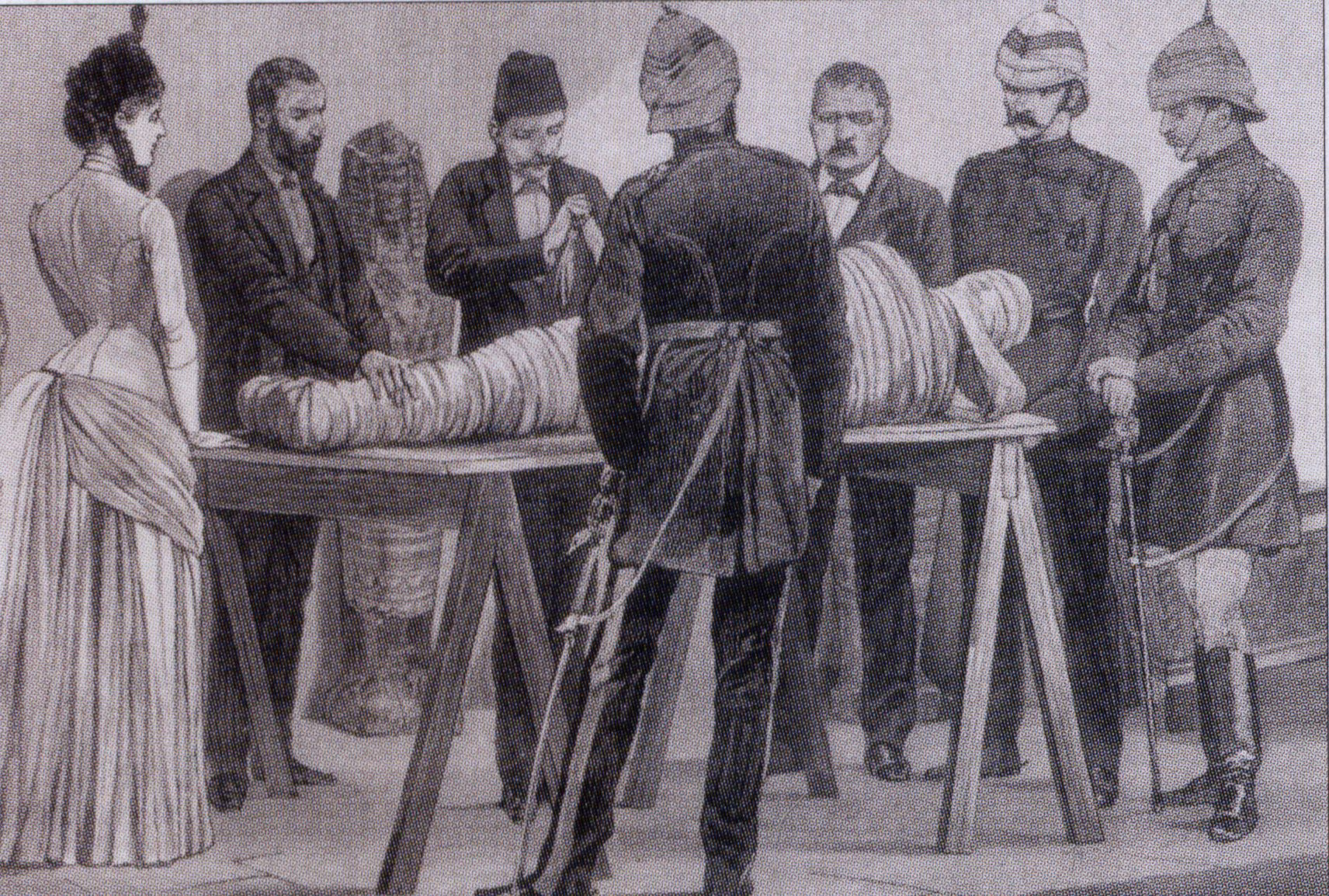
Gaston Maspero (thứ ba từ phải sang) giám sát việc tháo băng quấn xác ướp các pharaoh ở Cairo. Sau này ông đã thuật lại rằng: "Khi tôi nhìn, và chạm vào thi hài của nhiều nhân vật nổi tiếng như thế, những người chúng tôi vẫn luôn nghĩ sẽ chỉ được biết đến qua tên tuổi mà thôi, tôi... cảm thấy khó mà tin được rằng không phải mình đang ngủ mơ."

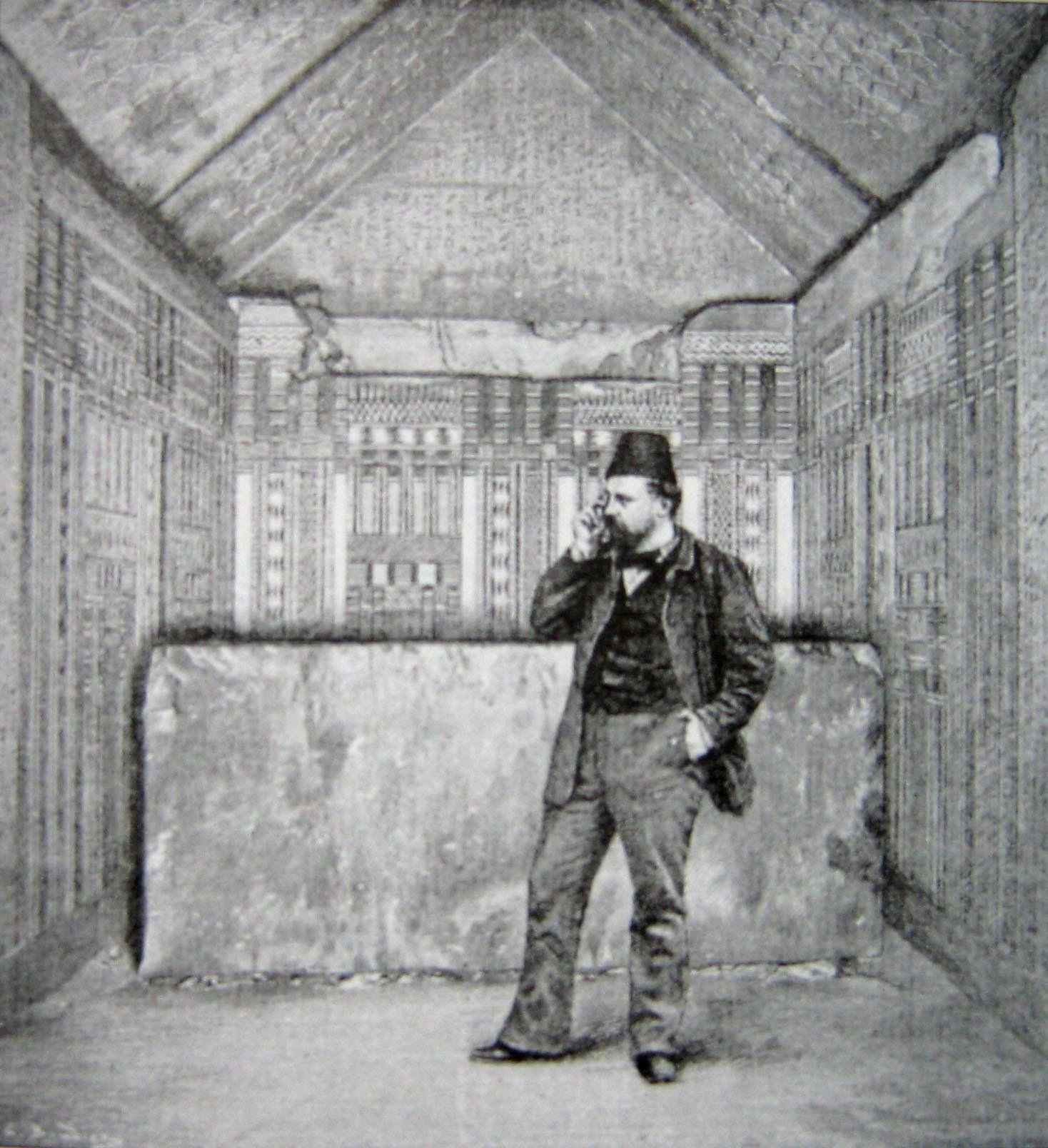
Gaston Maspero trong phòng chôn cất của Kim tự tháp Unas, 1881

Chính Maspero đã giới thiệu Howard Carter cho Huân tước Carnarvon  năm 1907, khi Huân tước tìm đến Maspero để xin một lời khuyên trong việc sử dụng một chuyên gia khảo cổ cho dự án khám phá Thung lũng các vị Vua do ông ta tài trợ. Mười lăm năm sau, Carter đã khai quật được lăng mộ gần như còn nguyên vẹn của Tutankhamun, làm nên cơn chấn động toàn cầu tại thời điểm đó.
Gaston Maspero thiết lập một hệ thống các bảo tàng địa phương ở Ai Cập, bao gồm ở thủ đô Cairo nhằm tăng nhận thức của công chúng với các di sản khảo cổ, qua đó khuyến khích người Ai Cập trách nhiệm hơn với những giá trị lịch sử dân tộc. Ông nghỉ hưu năm 1914.
Gaston Maspero qua đời ngày 30 tháng 6 năm 1916 ở tuổi 70, ông được an táng tại một nghĩa trang ở Paris.

## Di sản

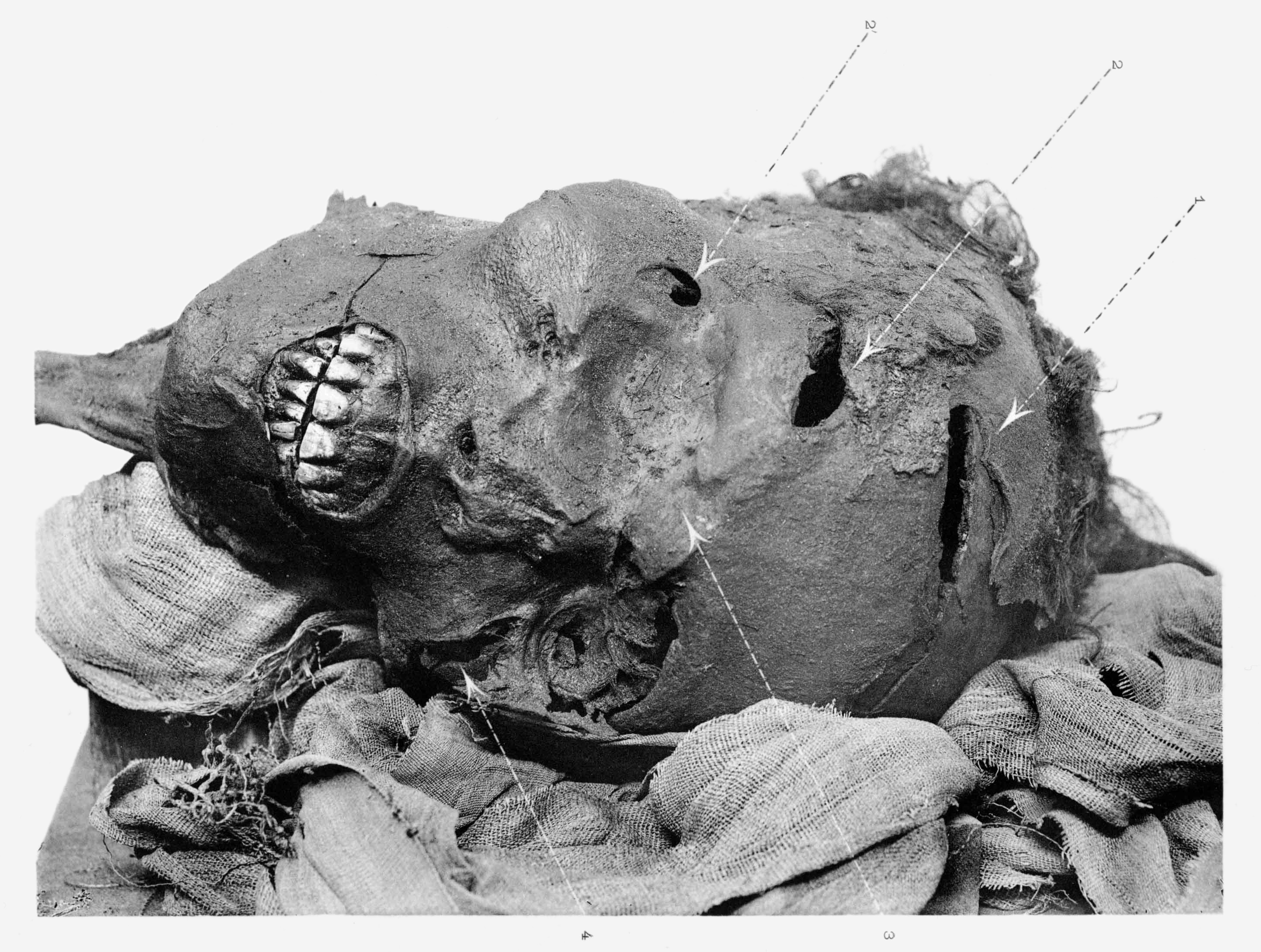
Xác ướp của pharaon Seqenenre Tao được phát hiện và khám nghiệm bởi Maspero

Những xác ướp được phát hiện hay tháo băng khám nghiệm bởi Maspero:
- Xác ướp của pharaoh Seqenenre Tao.[2]
- Xác ướp "Quý bà vô danh B",gần đây được tin là của Nữ hoàng Tetisheri. Theo Gaston Maspero thì đây là xác ướp Ramesses I.[3]
- Xác ướp Nữ hoàng Ahmose-Inhapy
- Xác ướp "Người đàn ông vô danh E", được tin là của Hoàng tử Pentawere, con trai vua Ramesses III.

Con trai của Gaston Maspero, Henri Maspero trở thành nhà nghiên cứu văn hóa phương Đông, một trong những người phương Tây đi tiên phong trong việc nghiên cứu Đạo giáo.